# 伏尔泰·加斯明
伏尔泰·加斯明（1944年10月22日—）菲律宾丹轆省人，毕业于菲律宾军事学院，2010年6月30日，菲律宾总统阿基诺三世任命他为国防部长，2010年7月1日，他正式就职担任菲律宾第三十五任国防部长。
2002年到2004年，加斯明曾担任菲律宾驻柬埔寨大使。
32年来，加斯明从一个职业军官在菲律宾军队退休，2000年，他荣升中将。

## 荣誉

### 外国勋章奖章
- 旭日重光章（日本，2021年11月3日公布[5]）